# Nhật Ngân
Nhật Ngân (1942–2012) là một nhạc sĩ Việt Nam sáng tác từ trước năm 1975 lẫn sau này ở hải ngoại. Một số bút hiệu khác của ông là Trịnh Lâm Ngân (khi viết chung với Trần Trịnh), Ngân Khánh (tên của con gái của ông), Song An.

## Cuộc đời
Ông tên thật là Trần Nhật Ngân, sinh ngày 24 tháng 11 năm 1942, là con út trong gia đình có 6 anh chị em, cha mất sớm. Mặc dù nguyên quán ở Hoàng Kim, Thanh Hóa nhưng hầu hết cuộc đời ông sống tại Huế, Đà Nẵng, Sài Gòn và sau này là ở Hoa Kỳ.
Đến tuổi trưởng thành, ông nhập ngũ Quân lực Việt Nam Cộng hòa. Nhờ khả năng âm nhạc, ông được chuyển phục vụ trong Nha Chiến tranh Tâm lý. Ông lập gia đình năm 1969 và có 3 người con.
Nhật Ngân xuất hiện trong làng nhạc miền Nam Việt Nam vào thập niên 1960 với bản nhạc đầu tay Tôi đưa em sang sông (đồng tác giả Y Vũ). Tiếp sau đó, ông thành công với đề tài người lính với những ca khúc như Mùa xuân của mẹ, Xuân này con không về, Qua cơn mê và Một mai giã từ vũ khí (viết trong bối cảnh Hiệp định Paris kết thúc Chiến tranh Việt Nam). Trong sự nghiệp của mình, ông nhiều lần hợp tác với nhạc sĩ Trần Trịnh với nghệ danh chung là Trịnh Lâm Ngân.
Sau sự kiện 30 tháng 4 năm 1975, Nhật Ngân bị chính quyền mới cấm hoạt động nhưng bài Anh giải phóng tôi hay tôi giải phóng anh? vẫn được phổ biến ở hải ngoại.
Năm 1982, ông vượt biên sang đến Thái Lan tị nạn rồi được ca sĩ Thanh Thúy bảo lãnh định cư ở Hoa Kỳ năm 1984. Tới năm 1990, ông bảo lãnh được vợ và các con qua Hoa Kỳ, nhưng chỉ sau 19 tháng đoàn tụ với gia đình thì phát hiện bị ung thư dạ dày. Sau khi giải phẫu, ông bình phục và bắt đầu sinh hoạt văn nghệ trở lại. Bài hát đầu tiên của ông tại hải ngoại là Hương dựa trên ý thơ của Nguyễn Long.
Năm 1987, ông làm giám khảo cuộc thi tuyển ca sĩ Tượng Vàng tổ chức tại San Jose, California, giám khảo cuộc tuyển lựa ca sĩ lần thứ 1 của Thúy Nga Paris, và khi đang làm giám khảo cho cuộc tuyển lựa ca sĩ cuối cùng của Asia thì ông bị bệnh nặng và qua đời.
Kể từ năm 1993, ông hỗ trợ Trung tâm Thúy Nga trong việc viết nhạc cảnh, ca khúc cho các chương trình của trung tâm này. Trung tâm Thúy Nga từng thực hiện Paris By Night 66 - Người Tình Và Quê Hương vinh danh ông, cùng với 2 nhạc sĩ Trần Trịnh và Ngô Thụy Miên.
Nam 2007, riêng trung tâm Thúy Nga ông còn xuất hiện với vai trò ban giám khảo:
- Paris By Night 86 - PBN Talent Show - Semi-Finals
- Paris By Night 87 - PBN Talent Show - Finals

Ông cũng hướng dẫn một vài ca sĩ trẻ mà tiêu biểu nhất trong đó là Băng Tâm, Ngọc Ngữ, Cát Lynh.
Ông mất ngày 21 tháng 1 năm 2012 tại California, Hoa Kỳ.

## Sáng tác
Nhạc của Nhật Ngân gồm 3 chủ đề khái quát lớn:
1. Nhạc viết trước 1975 (bao gồm nhạc lính và nhạc trữ tình)
2. Nhạc viết sau 1975 ở hải ngoại
3. Nhạc ngoại lời Việt